# Eino Leino
Eino Leino, pravim imenom Armas Eino Leopold Lönnbohm (Paltamo, 6. srpnja 1878. – Tuusula, 10. siječnja 1926.) bio je finski pjesnik, romanopisac i dramatičar. U baladama i poemama nadahnjivao se spjevom Kalevala, a za drame je uzimao teme iz antike, Biblije, istočnih priča i suvremenog života.
Plodan je i kao prevoditelj (Dante, Goethe, Racine). U književnosti je romantik, u politici liberal i nacionalist, a ubraja se u klasike finske književnosti.

## Djela
- Helkine pjesme
- Zimska noć
- Zvjezdani vrt
- Slikovnica mojega života